# Kouam Tawa
Pour les articles homonymes, voir Tawa.
Kouam Tawa est un auteur dramatique, poète et metteur en scène camerounais.

## Biographie

### Enfance, éducation et débuts
Kouam Tawa est né le 31 mai 1974 à Bafoussam, dans l’Ouest du Cameroun,.

### Carrière
Résidant "au village" dans son Ouest du Cameroun natal, il s'adonne à la littérature, au théâtre et à l’animation des ateliers d’écriture et de dramaturgie. Ce qui l'emmène à voyager dans plusieurs pays de l’espace francophone.
Il a obtenu plusieurs bourses d’écriture et est auteur d'une quinzaine de pièces mises en lecture, en espace ou en scène en Afrique, en Europe, en Amérique du Nord et au Japon.
Trois livres pour la jeunesse figurent parmi ses dernières publications : 
Mon garçon, ma fille, Pourquoi m’appelle-t-on parapluie ? et L’homme à l’oiseau.
Il codirige La compagnie Feugham, une troupe professionnelle de théâtre basée à Bafoussam.

## Distinctions
- Premier prix ACCT de littérature africaine pour la jeunesse,
- Prix poésie des lecteurs Lire et faire Lire,
- Lauréat des bourses d’écriture de l’Association Beaumarchais, du Centre National du Livre, du programme En quête d’auteurs AFAA-Beaumarchais, de la Direction de la Musique, de la Danse, du Théâtre et des Spectacles, du programme Visa pour la création de CulturesFrance et d’Artcena.

## Œuvres

### Poèmes
- Matin de fête, collection Tango, Éditions Donner à Voir, 2017.
- Le bruit des fleuves, Éditions Tertium, 2017.
- Je verbe, Éditions Clé, 2017.
- Chemin faisant, Éditions Unicité, 2017.
- Danse, Petite lune, album jeunesse, Éditions Rue du Monde, illustration Fred Sochard, 2017.
- Elle(s) (poèmes), Éditions Lanskine, 2016.
- Haut les vents ! (poème), Christophe Chomant Éditeur, 2016.
- Colliers de perles (poèmes), Éditions Al Dante/Le Triangle, 2015.
- Rien ne demeure et autres poèmes, in Poésie d’Afrique Francophone, L’Étrangère, 2013.
- La longue marche (poèmes), in African Renaissances Africaines, Écrire 50 ans d’indépendance, Silvana Editoriale-Bozarbooks, 2010.
- Sais-tu où va le soleil ? (poèmes), avec des tableaux de Marion Lesage, Éditions de La Martinière, 2008.
- Moisson d’amour (poèmes pour la jeunesse), Agence Intergouvernementale de la Francophonie, 1998.